# Discografia di Ellie Goulding
La discografia di Ellie Goulding, cantante britannica, è costituita da cinque album in studio, otto EP, oltre trenta singoli e altrettanti video musicali.
Dopo aver firmato un contratto con l'etichetta Polydor Records, la cantante ha pubblicato il suo primo EP, An Introduction to Ellie Goulding, il 20 dicembre 2009. Dopodiché è uscito il suo album di debutto, Lights, il 1º marzo 2010, che ha fatto il suo debutto alla posizione numero 1 nel Regno Unito, vendendo circa 40 000 copie in una sola settimana. Ha avuto poco successo a livello mondiale, ed è riuscito a raggiungere discrete posizioni nelle classifiche di poche altre nazioni. In Italia Ellie Goulding è stata resa nota grazie alle buone recensioni del suo album.
Dall'album sono finora stati estratti tre singoli. Under the Sheets è stato pubblicato nel novembre 2009 ed è entrato in classifica il mese successivo, senza però arrivare a posizioni molto alte. Starry Eyed ha fatto il suo debutto alla posizione numero 4 nel Regno Unito, e ha avuto un discreto successo negli altri Paesi europei e in Oceania. In Italia ha ricevuto un massiccio airplay radiofonico. Il terzo singolo è Guns and Horses. È arrivato sino alla posizione numero 26 nel Regno Unito, ma è sceso dalla classifica piuttosto velocemente. Il quarto singolo estratto dall'album è The Writer, altra top 20 britannica per la cantante. Lights è stato ripubblicato il 29 novembre del 2010 con il titolo di Bright Lights, e preceduto il 12 novembre dal singolo Your Song, cover di Elton John, che ha raggiunto la seconda posizione nella classifica britannica.

## Album

### Album in studio
| Anno                                                         | Titolo e dettagli                                                                                                   | Classifiche | Classifiche | Classifiche | Classifiche | Classifiche | Classifiche | Classifiche | Classifiche | Classifiche | Classifiche | Certificazioni                                                                                      |
| Anno                                                         | Titolo e dettagli                                                                                                   | UK          | AUS         | CAN         | FRA         | GER         | IRE         | ITA         | NZL         | SWI         | USA         | Certificazioni                                                                                      |
| ------------------------------------------------------------ | --- | ----------- | ----------- | ----------- | ----------- | ----------- | ----------- | ----------- | ----------- | ----------- | ----------- | --------------------------------------------------------------------------------------------------- |
| 2010                                                         | Lights - Pubblicato: 26 febbraio 2010 - Etichetta: Polydor - Formati: CD, LP, download digitale                     | 1           | —           | 66          | —           | 42          | 6           | —           | 28          | 90          | 21          | - UK: Platino (2) - CAN: Platino - USA: Platino                                                     |
| 2012                                                         | Halcyon - Pubblicato: 5 ottobre 2012 - Etichetta: Polydor - Formati: CD, LP, download digitale                      | 1           | 4           | 8           | 85          | 8           | 1           | 74          | 1           | 7           | 9           | - UK: Platino (4) - AUS: Oro - CAN: Platino (2) - GER: Oro - NZL: Platino - SWI: Oro - USA: Platino |
| 2015                                                         | Delirium - Pubblicato: 6 novembre 2015 - Etichetta: Polydor - Formati: CD, LP, download digitale, streaming         | 3           | 3           | 2           | 34          | 5           | 2           | 22          | 4           | 5           | 3           | - UK: Platino - CAN: Platino (2) - USA: Platino                                                     |
| 2020                                                         | Brightest Blue - Pubblicato: 17 luglio 2020 - Etichetta: Polydor - Formati: CD, LP, download digitale, streaming    | 1           | 25          | 38          | 101         | 12          | 9           | 86          | 19          | 9           | 29          | - CAN: Oro - USA: Oro                                                                               |
| 2023                                                         | Higher than Heaven - Pubblicato: 7 aprile 2023 - Etichetta: Polydor - Formati: CD, LP, download digitale, streaming | 1           | —           | —           | 86          | 20          | 97          | —           | —           | 28          | 125         | |
| "—" indica una pubblicazione non classificata in quel paese. | |             |             |             |             |             |             |             |             |             |             | |

### Album di remix
| Anno | Titolo e dettagli |
| ---- | --- |
| 2014 | Halcyon Days: The Remixes - Pubblicato: 27 maggio 2014 - Etichetta: Polydor - Formati: Download digitale                 |
| 2021 | Brightest Blue: Music for Calm - Pubblicato: 8 gennaio 2021 - Etichetta: Polydor - Formati: Download digitale, streaming |

## Extended play
| Anno                                                                                      | Titolo e dettagli | Classifiche | Classifiche |
| Anno                                                                                      | Titolo e dettagli | UK          | USA         |
| ----------------------------------------------------------------------------------------- | --- | ----------- | ----------- |
| 2009                                                                                      | An Introduction to Ellie Goulding - Pubblicato: 20 dicembre 2009 - Etichetta: Polydor - Formati: CD, download digitale | —           | —           |
| 2010                                                                                      | iTunes Festival: London 2010 - Pubblicato: 15 luglio 2010 - Etichetta: Polydor - Formati: Download digitale            | —           | —           |
| 2010                                                                                      | Run Into the Light - Pubblicato: 30 agosto 2010 - Etichetta: Polydor - Formati: Download digitale                      | 102         | —           |
| 2011                                                                                      | Live at Amoeba San Francisco - Pubblicato: 21 novembre 2011 - Etichetta: Interscope - Formati: Download digitale       | —           | —           |
| 2012                                                                                      | iTunes Festival: London 2012 - Pubblicato: 19 novembre 2012 - Etichetta: Polydor - Formati: Download digitale          | —           | —           |
| 2013                                                                                      | iTunes Festival: London 2013 - Pubblicato: 17 ottobre 2013 - Etichetta: Polydor - Formati: Download digitale           | —           | —           |
| 2013                                                                                      | iTunes Session - Pubblicato: 10 dicembre 2013 - Etichetta: Polydor - Formati: Download digitale                        | —           | 190         |
| 2020                                                                                      | Songbook for Christmas - Pubblicato: 20 novembre 2020 - Etichetta: Universal - Formati: Download digitale              | —           | —           |
| "—" indica che l'opera non si è classificata o non è stata pubblicata in quel territorio. | |             |             |

## Singoli

### Come artista principale
| Anno                                                         | Titolo                                 | Classifiche | Classifiche | Classifiche | Classifiche | Classifiche | Classifiche | Classifiche | Classifiche | Classifiche | Classifiche | Certificazioni | Album di provenienza                                     |
| Anno                                                         | Titolo                                 | UK          | AUS         | CAN         | FRA         | GER         | IRE         | ITA         | NZL         | SWI         | USA         | Certificazioni | Album di provenienza                                     |
| ------------------------------------------------------------ | -------------------------------------- | ----------- | ----------- | ----------- | ----------- | ----------- | ----------- | ----------- | ----------- | ----------- | ----------- | --- | -------------------------------------------------------- |
| 2009                                                         | Under the Sheets                       | 53          | —           | —           | —           | 91          | —           | —           | —           | —           | —           | | Lights                                                   |
| 2010                                                         | Starry Eyed                            | 4           | —           | —           | —           | 46          | 4           | —           | 26          | —           | —           | - UK: Platino - USA: Oro | Lights                                                   |
| 2010                                                         | Guns and Horses                        | 26          | —           | —           | —           | —           | —           | —           | —           | —           | —           | | Lights                                                   |
| 2010                                                         | The Writer                             | 19          | —           | —           | —           | —           | —           | —           | —           | —           | —           | | Lights                                                   |
| 2010                                                         | Your Song                              | 2           | —           | —           | 126         | 75          | 5           | —           | —           | 56          | —           | - UK: Platino - USA: Oro | Bright Lights                                            |
| 2011                                                         | Lights                                 | 49          | —           | 7           | 29          | 11          | —           | —           | 16          | 14          | 2           | - UK: Platino - GER: Platino - NZL: Oro - SWI: Platino - USA: Platino (5)                                                                                     | Bright Lights                                            |
| 2012                                                         | Anything Could Happen                  | 5           | 20          | 37          | —           | 66          | 16          | —           | 16          | 68          | 47          | - UK: Oro - AUS: Oro - NZL: Oro - USA: Platino (2) | Halcyon                                                  |
| 2012                                                         | Figure 8                               | 33          | —           | —           | —           | —           | —           | —           | 7           | —           | —           | - NZL: Platino | Halcyon                                                  |
| 2013                                                         | Explosions                             | 13          | —           | —           | —           | —           | 51          | —           | —           | —           | 100         | - UK: Argento | Halcyon                                                  |
| 2013                                                         | Burn                                   | 1           | 6           | 14          | 9           | 4           | 2           | 1           | 7           | 5           | 13          | - UK: Platino (2) - AUS: Platino (3) - GER: Platino - ITA: Platino (2) - NZL: Oro - SWI: Platino - USA: Platino (4)                                           | Halcyon Days                                             |
| 2013                                                         | How Long Will I Love You               | 3           | 46          | —           | —           | —           | 3           | —           | 3           | 16          | —           | - UK: Platino (2) - AUS: Oro - NZL: Oro - USA: Oro | Halcyon Days                                             |
| 2014                                                         | Goodness Gracious                      | 16          | 39          | —           | —           | —           | 10          | —           | —           | —           | —           | | Halcyon Days                                             |
| 2014                                                         | Beating Heart                          | 9           | 38          | 79          | 84          | —           | 8           | —           | 20          | —           | 88          | - USA: Oro | Divergent: Original Motion Picture Soundtrack            |
| 2015                                                         | Love Me like You Do                    | 1           | 1           | 3           | 5           | 1           | 1           | 1           | 1           | 1           | 3           | - UK: Platino (3) - AUS: Platino (3) - CAN: Platino (7) - FRA: Oro - GER: Platino (2) - ITA: Platino (5) - NZL: Platino (2) - SWI: Platino - USA: Platino (5) | Fifty Shades of Grey: Original Motion Picture Soundtrack |
| 2015                                                         | On My Mind                             | 5           | 3           | 10          | 61          | 9           | 6           | 16          | 4           | 17          | 13          | - UK: Platino - AUS: Platino (2) - CAN: Platino - GER: Oro - ITA: Platino - NZL: Platino - USA: Platino (2)                                                   | Delirium                                                 |
| 2016                                                         | Army                                   | 20          | 87          | —           | —           | —           | 53          | —           | —           | —           | —           | - UK: Oro | Delirium                                                 |
| 2016                                                         | Something in the Way You Move          | 51          | 46          | 59          | 97          | 70          | 62          | —           | —           | 58          | 43          | - USA: Oro | Delirium                                                 |
| 2016                                                         | Still Falling for You                  | 11          | 21          | 62          | 23          | 33          | 20          | 57          | 20          | 10          | 102         | - UK: Platino - AUS: Oro - GER: Oro - ITA: Oro - USA: Oro | Bridget Jones's Baby: Original Motion Picture Soundtrack |
| 2017                                                         | First Time (con Kygo)                  | 34          | 29          | 26          | 34          | 28          | 21          | 41          | 32          | 14          | 67          | - UK: Argento - AUS: Platino - CAN: Platino (2) - FRA: Oro - ITA: Platino - SWI: Oro - USA: Oro                                                               | Stargazing                                               |
| 2017                                                         | Oh Holy Night                          | —           | —           | —           | —           | —           | —           | —           | —           | —           | —           | | Songbook for Christmas                                   |
| 2018                                                         | Vincent                                | —           | —           | —           | —           | —           | —           | —           | —           | —           | —           | | Songbook for Christmas                                   |
| 2018                                                         | Close to Me (con Diplo feat. Swae Lee) | 17          | 25          | 24          | 91          | 44          | 8           | 56          | 17          | 52          | 24          | - UK: Oro - AUS: Platino (2) - CAN: Platino (2) - FRA: Oro - ITA: Platino - NZL: Oro - USA: Platino (2)                                                       | Brightest Blue                                           |
| 2019                                                         | Flux                                   | 97          | —           | —           | —           | —           | —           | —           | —           | —           | —           | | Brightest Blue                                           |
| 2019                                                         | Sixteen                                | 21          | 77          | —           | —           | 64          | 20          | —           | —           | 95          | —           | - UK: Oro - USA: Oro | Brightest Blue                                           |
| 2019                                                         | Hate Me (con Juice Wrld)               | 33          | 68          | 33          | —           | 70          | 33          | —           | —           | —           | 56          | - UK: Oro - AUS: Platino - CAN: Platino - ITA: Oro - USA: Platino (2)                                                                                         | Brightest Blue                                           |
| 2019                                                         | River                                  | 1           | —           | —           | —           | —           | —           | —           | —           | —           | —           | - UK: Argento | /                                                        |
| 2020                                                         | Worry About Me (feat. Blackbear)       | 78          | —           | —           | —           | —           | —           | —           | —           | —           | —           | | Brightest Blue                                           |
| 2020                                                         | Power                                  | 86          | —           | —           | —           | —           | —           | —           | —           | —           | —           | | Brightest Blue                                           |
| 2020                                                         | Slow Grenade (feat. Lauv)              | —           | —           | —           | —           | —           | —           | —           | —           | —           | —           | | Brightest Blue                                           |
| 2022                                                         | Easy Lover (feat. Big Sean)            | —           | —           | —           | —           | —           | —           | —           | —           | —           | —           | | Higher than Heaven                                       |
| 2022                                                         | All by Myself (con Alok e Sigala)      | —           | —           | —           | 116         | —           | —           | —           | —           | —           | —           | | Every Cloud                                              |
| 2022                                                         | Let It Die                             | —           | —           | —           | —           | —           | —           | —           | —           | —           | —           | | Higher than Heaven                                       |
| 2023                                                         | Like a Saviour                         | —           | —           | —           | —           | —           | —           | —           | —           | —           | —           | | Higher than Heaven                                       |
| 2023                                                         | Miracle (con Calvin Harris)            | 1           | 13          | 71          | 20          | 43          | 1           | —           | 37          | 23          | —           | - UK: Platino (2) - AUS: Platino - FRA: Diamante - SWI: Platino                                                                                               | /                                                        |
| "—" indica una pubblicazione non classificata in quel paese. |                                        |             |             |             |             |             |             |             |             |             |             | |                                                          |

### Come artista ospite
| Anno                                                         | Titolo                                                      | Classifiche | Classifiche | Classifiche | Classifiche | Classifiche | Classifiche | Classifiche | Classifiche | Classifiche | Classifiche | Certificazioni | Album di provenienza             |
| Anno                                                         | Titolo                                                      | UK          | AUS         | CAN         | FRA         | GER         | IRE         | ITA         | NZL         | SWI         | USA         | Certificazioni | Album di provenienza             |
| ------------------------------------------------------------ | ----------------------------------------------------------- | ----------- | ----------- | ----------- | ----------- | ----------- | ----------- | ----------- | ----------- | ----------- | ----------- | --- | -------------------------------- |
| 2012                                                         | Wonderman (Tinie Tempah feat. Ellie Goulding)               | 12          | —           | —           | —           | —           | 16          | —           | —           | —           | —           | - UK: Oro | Disc-Overy                       |
| 2013                                                         | I Need Your Love (Calvin Harris feat. Ellie Goulding)       | 4           | 3           | 13          | 10          | 13          | 6           | 18          | 15          | 6           | 16          | - UK: Platino - AUS: Platino (4) - CAN: Platino (3) - GER: Platino - ITA: Platino - NZL: Oro - SWI: Platino - USA: Platino (2) | 18 Months                        |
| 2014                                                         | Flashlight (DJ Fresh feat. Ellie Goulding)                  | 47          | —           | —           | —           | —           | —           | —           | —           | —           | —           | | /                                |
| 2014                                                         | Outside (Calvin Harris feat. Ellie Goulding)                | 6           | 7           | 10          | 19          | 1           | 5           | 14          | 7           | 5           | 29          | - UK: Platino - AUS: Platino (3) - GER: Oro - ITA: Platino (2) - NZL: Platino - USA: Platino (3)                               | Motion                           |
| 2015                                                         | Powerful (Major Lazer feat. Ellie Goulding e Tarrus Railey) | 54          | 7           | 64          | 78          | 90          | 77          | 31          | 20          | 53          | 83          | - UK: Argento - AUS: Platino - ITA: Platino - NZL: Oro - USA: Oro                                                              | Peace Is the Mission             |
| 2019                                                         | Mama (Clean Bandit feat. Ellie Goulding)                    | 98          | —           | —           | —           | —           | 97          | —           | —           | —           | —           | | What Is Love?                    |
| 2019                                                         | Return to Love (Andrea Bocelli feat. Ellie Goulding)        | —           | —           | —           | —           | —           | —           | —           | —           | —           | —           | | Sì Forever (The Diamond Edition) |
| 2021                                                         | New Love (Silk City feat. Ellie Goulding)                   | 65          | —           | —           | —           | —           | 81          | —           | —           | —           | —           | | /                                |
| "—" indica una pubblicazione non classificata in quel paese. |                                                             |             |             |             |             |             |             |             |             |             |             | |                                  |

### Singoli promozionali
| Anno                                                         | Titolo                                                     | Classifiche | Classifiche | Classifiche | Certificazioni | Album di provenienza |
| Anno                                                         | Titolo                                                     | UK          | AUS         | IRE         | Certificazioni | Album di provenienza |
| ------------------------------------------------------------ | ---------------------------------------------------------- | ----------- | ----------- | ----------- | -------------- | -------------------- |
| 2009                                                         | Wish I Stayed                                              | —           | —           | —           |                | Lights               |
| 2012                                                         | Hanging On (feat. Tinie Tempah)                            | 144         | —           | —           | - USA: Oro     | Halcyon              |
| 2013                                                         | You My Everything                                          | —           | —           | —           |                | Halcyon Days         |
| 2014                                                         | Fall Into the Sky (Zedd e Lucky Date feat. Ellie Goulding) | —           | —           | —           |                | Clarity              |
| 2015                                                         | Lost and Found                                             | 57          | 70          | 75          |                | Delirium             |
| "—" indica una pubblicazione non classificata in quel paese. |                                                            |             |             |             |                |                      |

## Altri brani entrati in classifica
| Anno                                                         | Titolo          | Classifiche | Classifiche | Album di provenienza |
| Anno                                                         | Titolo          | UK          | NZL         | Album di provenienza |
| ------------------------------------------------------------ | --------------- | ----------- | ----------- | -------------------- |
| 2010                                                         | Human           | 155         | —           | Lights               |
| 2010                                                         | Little Dreams   | 183         | —           | Lights               |
| 2010                                                         | Home            | 189         | —           | Lights               |
| 2013                                                         | Only You        | —           | 37          | Halcyon              |
| 2015                                                         | Keep on Dancin' | 192         | —           | Delirium             |
| "—" indica una pubblicazione non classificata in quel paese. |                 |             |             |                      |